# Voetbalkampioenschap van het Opper-Ertsgebergte 1929/30
In 1929/30 werd het zevende voetbalkampioenschap van het Opper-Ertsgebergte gespeeld, dat georganiseerd werd door de Midden-Duitse voetbalbond. VfB Annaberg werd kampioen en plaatste zich zo voor de Midden-Duitse eindronde. De club verloor met 1:6 van SVgg Meerane 07.
Na dit seizoen werd de competitie samengevoegd met die van het Ertsgebergte. Bedoeling was om het aantal deelnemers aan de Midden-Duitse eindronde te verminderen. De competities bleven de volgende drie jaar nog als aparte reeks bestaan, echter bekampten de winnaars elkaar na de competitie voor de algemene titel en het eindrondeticket.

## Gauliga
| Plaats | Club                 | Wed. | W  | G | V  | Saldo | Ptn.  |
| ------ | -------------------- | ---- | -- | - | -- | ----- | ----- |
| 1.     | VfB 1909 Annaberg    | 16   | 14 | 0 | 2  | 75:26 | 28:4  |
| 2.     | DSC Weipert          | 16   | 11 | 1 | 4  | 59:33 | 23:9  |
| 3.     | VfB 1912 Geyer       | 16   | 10 | 2 | 4  | 63:24 | 22:10 |
| 4.     | BC 1913 Jahnsbach    | 16   | 10 | 1 | 5  | 69:31 | 21:11 |
| 5.     | VfR 1913 Elterlein   | 16   | 5  | 3 | 8  | 25:40 | 13:19 |
| 6.     | BV 1908 Thum         | 16   | 5  | 2 | 9  | 43:78 | 12:20 |
| 7.     | TuSV 1911 Bärenstein | 16   | 5  | 1 | 10 | 32:58 | 11:21 |
| 8.     | BC Ehrenfriedersdorf | 16   | 5  | 0 | 11 | 33:47 | 10:22 |
| 9.     | VfR Buchholz         | 16   | 2  | 0 | 14 | 15:77 | 4:28  |

|  | Kampioen, geplaatst voor Midden-Duitse eindronde |
|  | Degradatie                                       |